# Dębczyn
Dębczyn – przysiółek  wsi Krążkowo w Polsce. położony w województwie lubuskim, w powiecie wschowskim, w gminie Sława. 
W latach 1975–1998 przysiółek administracyjnie należał do województwa zielonogórskiego.
Przysiółek, obok Krążkowa, znany był z gospodarstwa agroturystycznego produkującego ekologiczne kozie sery.